# Могильщики
Моги́льщики, или жуки-могильщики, (лат. Nicrophorus) — род жуков семейства мертвоедов.

## Ареал
Представители рода распространены повсеместно в Европе, в Азии (до Новой Гвинеи и Соломоновых островов), в палеарктической части Африки, а также в Северной и Южной Америке. В Эфиопской зоогеографической области и на Австралийском материке виды подсемейства не представлены. В Голарктике обитают более 50 видов, лишь 15 из которых отмечены для Неарктики. Из Индо-Малайской области известны менее 10 видов. В фауне стран бывшего СССР представлены 28 видов, более 20 встречается в России. В ископаемом виде древнейшие представители рода отмечены в меловом бирманском янтаре.

## Общая характеристика
Крупные жуки длиной 11—40 мм. Окраска черного цвета, надкрылья часто с ярким рисунком, образованном из двух (крайне редко одной) разнообразных по форме оранжево-красных перевязей. На переднем крае наличника располагается развитая кожистая кайма жёлто-бурого цвета. У многих видов она образует мембрану, которая заходит внутрь наличника. Форма мембраны различна у самцов и самок и является ко всему еще видоспецифичной. Первый членик усиков обычно в 1,2-1,5 раза короче жгутика (2-7-й членики). Хорошо выраженная булава усика может быть одноцветной (чёрной, бурой или красновато-рыжей), но чаще она является двухцветной: вершинные членики являются красно-оранжевыми, а основной — чёрным. Надкрылья закрывают стридуляционные кили на пятом тергите брюшка. Передние лапки опушённые, пластинчато расширенные.

## Биология

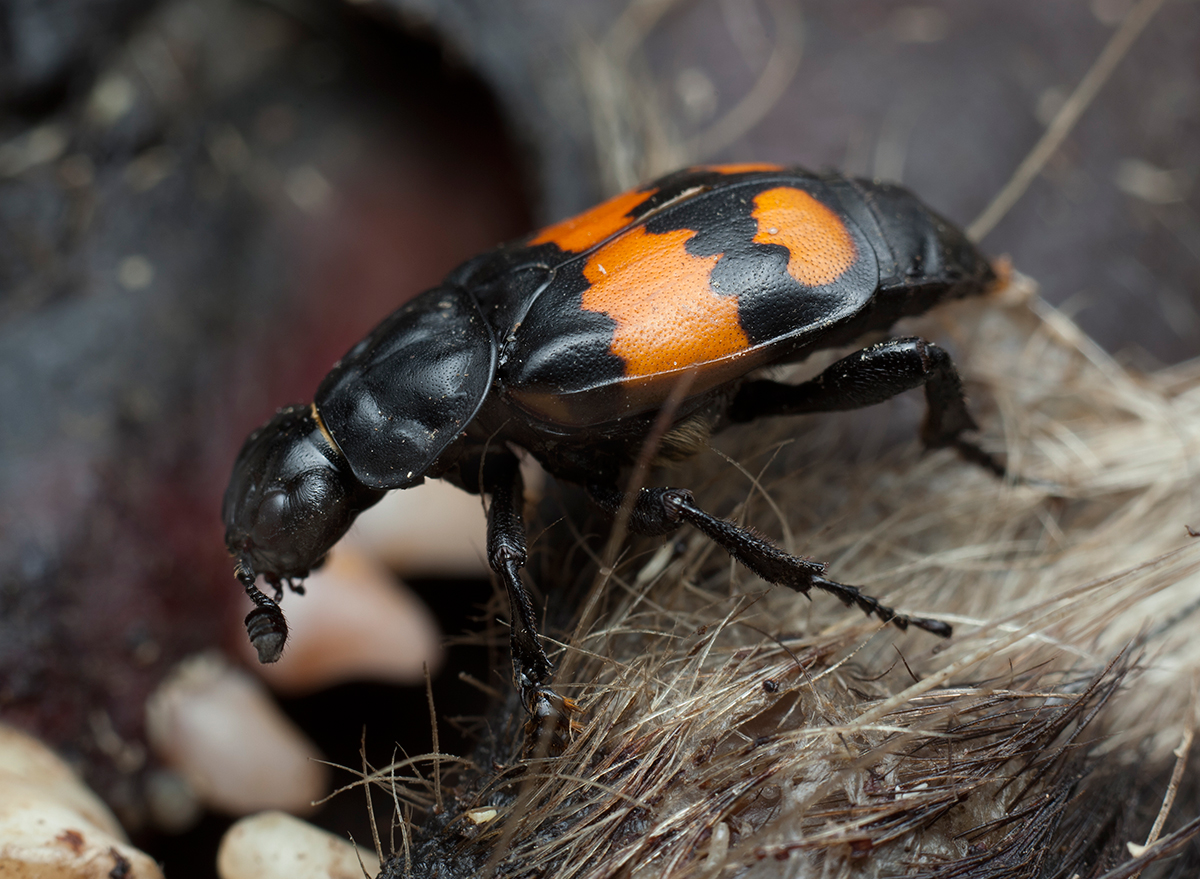
Nicrophorus vespilloides

Являются некрофагами: питаются падалью как на стадии имаго, так и в личиночной стадии. Жуки закапывают трупы мелких животных в почву (за что жуки и получили своё название «могильщики») и проявляют развитую заботу о потомстве — личинках, подготавливая для них питательный субстрат. В случае отсутствия основного пищевого источника описаны случаи факультативного хищничества либо же питания гниющими растительными остатками и грибами.
В питании на падали конкурируют с двукрылыми. Именно этим объясняется отсутствие видов рода на наиболее жарких континентах и приуроченность к высокогорьям в наиболее теплых климатических зонах.
Благодаря развитым хеморецепторам на концах усиков, они издалека чуют падаль и способны слетаться к ней за сотни метров. Самец и самка вдвоем закапывают найденную падаль (обычно это труп мелкого млекопитающего или птицы), выгребая из-под неё землю; тем самым они прячут её от других падальщиков (падальных мух и жуков). Они используют экскременты и слюну, чтобы замедлить разложение и убрать запах разложения, привлекающий внимание конкурентов. Закапывание также предохраняет труп от пересыхания в период, когда им питаются личинки. При рыхлой почве зарывание происходит очень быстро, за несколько часов. Иногда, подрываясь под труп с одной стороны, могильщики постепенно перемещают его с места, неудобного для погребения. После зарывания самка откладывает поблизости яйца (обычно в земляной ямке). Как правило, падаль занимает одна пара жуков, отогнавшая остальных.
Из отложенных яиц выходят личинки с 6 малоразвитыми ногами и группами из 6 глазков с каждой стороны. Интересной особенностью могильщиков является забота о потомстве: хотя личинки способны питаться самостоятельно, родители растворяют пищеварительными ферментами ткани трупа, готовя для них питательный «бульон». Это позволяет личинкам быстрее развиваться. Через несколько дней личинки зарываются глубже в землю, где окукливаются, превращаясь во взрослых жуков.
Наряду с некоторыми другими насекомыми и микроорганизмами, заселяющими трупы животных, могильщики сильно ускоряют их распад, выступая природными санитарами.

## Виды
- Nicrophorus americanus
- Nicrophorus antennatus
- Nicrophorus apo
- Nicrophorus argutor
- Nicrophorus basalis
- Nicrophorus carolinus
- Nicrophorus chilensis
- Nicrophorus concolor
- Nicrophorus confusus
- Nicrophorus dauricus
- Nicrophorus defodiens
- Nicrophorus didymus
- Nicrophorus distinctus
- Nicrophorus encaustus
- Necrophorus fossor
- Nicrophorus germanicus
- Nicrophorus guttula
- Nicrophorus herscheli
- Nicrophorus heurni
- Nicrophorus hispaniola
- Nicrophorus humator
- Nicrophorus hybridus
- Nicrophorus insularis
- Nicrophorus interruptus
- Nicrophorus investigator
- Nicrophorus japonicus
- Nicrophorus kieticus
- Nicrophorus lunatus
- Nicrophorus maculifrons
- Nicrophorus marginatus
- Nicrophorus mexicanus
- Nicrophorus mongolicus
- Nicrophorus montivagus
- Nicrophorus morio
- Nicrophorus nepalensis
- Nicrophorus nigricornis
- Nicrophorus nigrita
- Nicrophorus oberthuri
- Nicrophorus obscurus
- Nicrophorus olidus
- Nicrophorus orbicollis

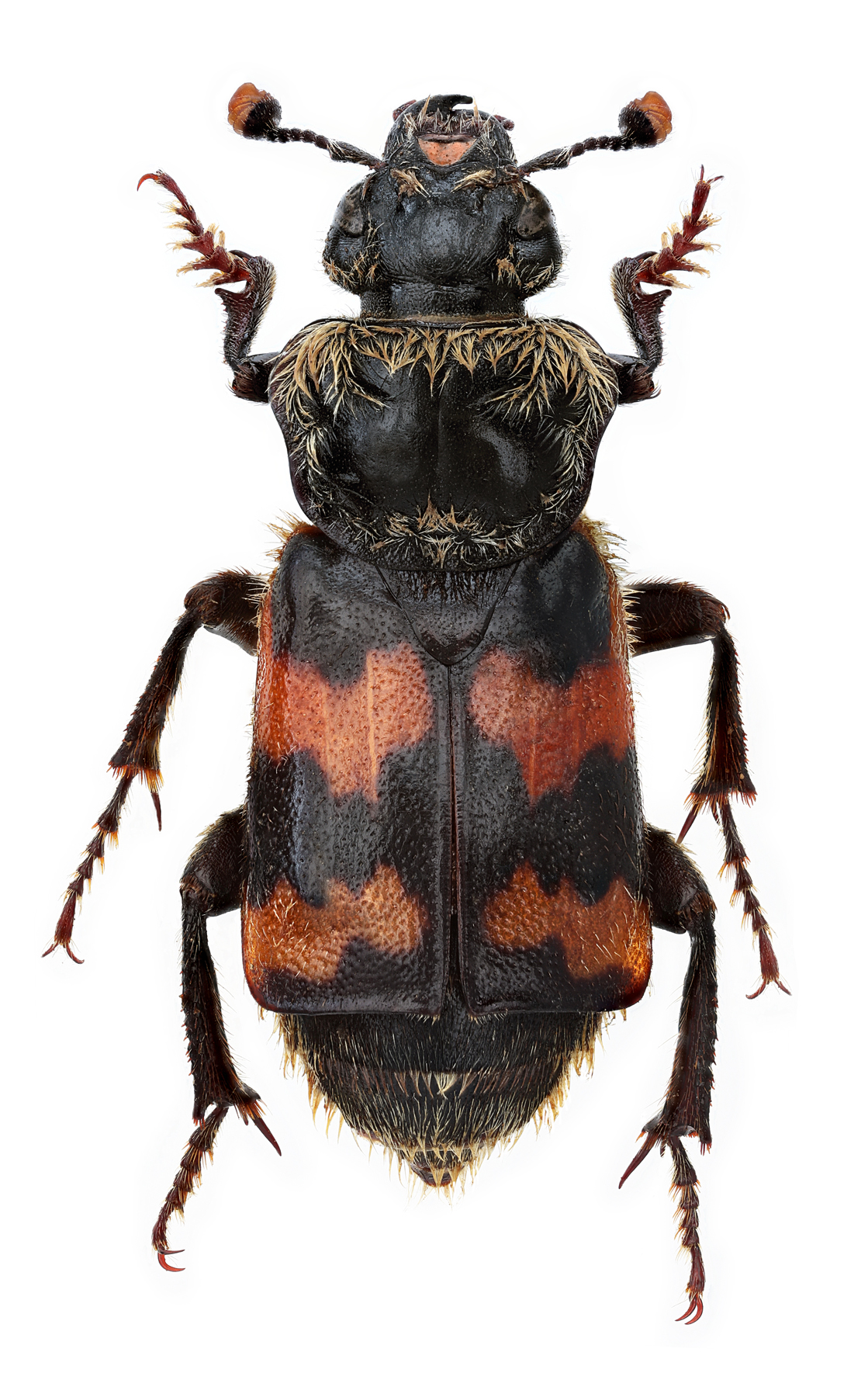
Nicrophorus vestigator

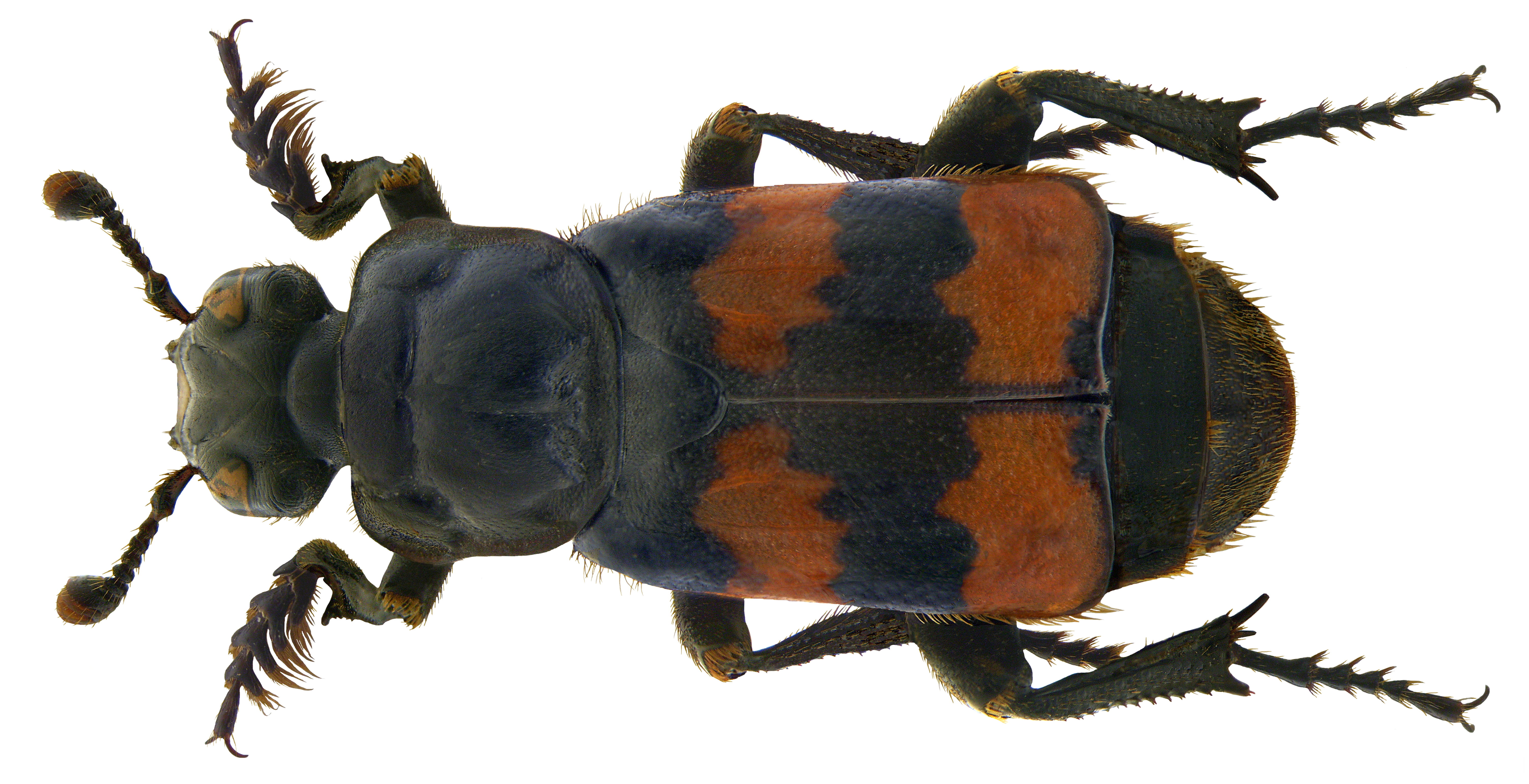
Necrophorus fossor

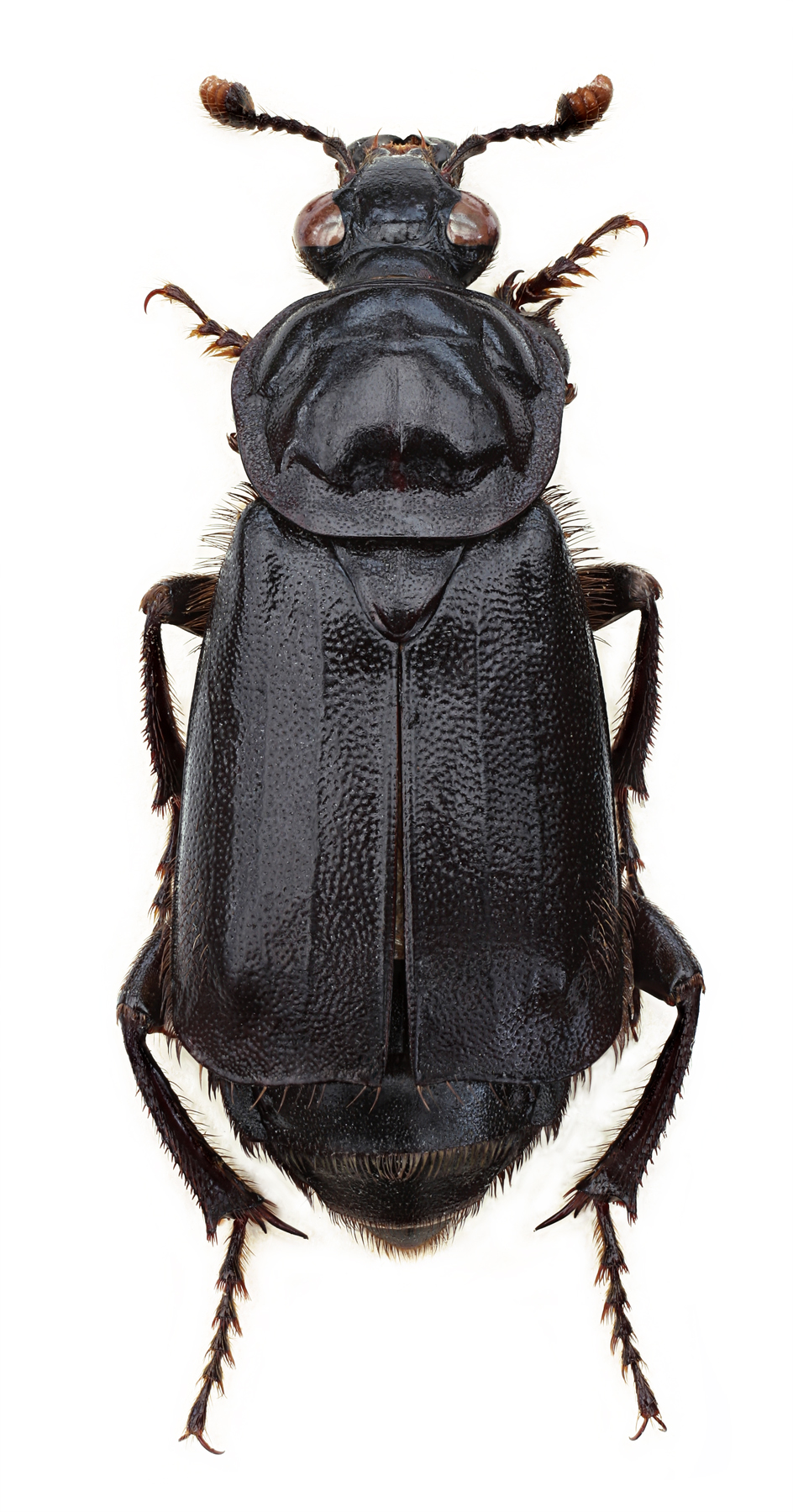
Nicrophorus humator

- † Nicrophorus pliozaenicus
- Nicrophorus podagricus
- Nicrophorus predator
- Nicrophorus przewalskii
- Nicrophorus pustulatus
- Nicrophorus quadraticollis
- Nicrophorus quadrimaculatus
- Nicrophorus quadripunctatus
- Nicrophorus reichardti
- Nicrophorus satanas
- Nicrophorus sausai
- Nicrophorus sayi
- Nicrophorus scrutator
- Nicrophorus semenowi
- Nicrophorus sepulchralis
- Nicrophorus sepultor
- Nicrophorus smefarka
- Nicrophorus tenuipes
- Nicrophorus tomentosus
- Nicrophorus ussuriensis
- Nicrophorus validus
- Nicrophorus vespillo
- Nicrophorus vespilloides
- Nicrophorus vestigator
- Nicrophorus chryseus
- Nicrophorus funerarius